# Enrique Valles y Soler de Aragón
Enrique Valles y Soler de Aragón (* in Barcelona; † 21. November 1889 in Santiago de Chile) war ein spanischer Diplomat.

## Leben
Seine Eltern waren Francisca Paula Soler de Aragón y de Aragones und Salvador Valles y Batlle de Manso-Suan. Er studierte an der Universität Barcelona und später in Madrid. Er schloss dieses Studien mit dem Titel Licenciado de Ciencas sowie Zivil- und Kanonisches Recht ab. Mit 18 Jahren trat er in den diplomatischen Dienst. Er war an den Botschaften in Rom, Konstantinopel und Washington akkreditiert.
1875 war Bárcenas Ambassador to the Court of St James’s. Anschließend war er in Berlin als erster Botschaftssekretär bei Wilhelm I. akkreditiert. Nachdem ein Friedensvertrag zwischen Spanien und Peru unterzeichnet war, wurde er 1880 als Botschafter bei Miguel Iglesias nach Peru entsandt. Als Bevollmächtigter der spanischen Regierung unterzeichnete er 1884 in La Paz einen Friedensvertrag mit der Regierung von Domingo Santa María González. Anschließend wurde von Alfons XII. als Botschafter zur Regierung von Chile entsandt.
Er starb im Amt und erhielt ein chilenisches Staatsbegräbnis, an dem der chilenische Außenminister Castellón, der Botschafter von Argentinien in Chile Uriburu, der spanische Botschaftssekretär Manuel Chinchilla, der spanische Konsul in Valparaiso, Ramón Fernández de la Reguerra und sein Stellvertreter Rioja teilnahmen. Am 25. Januar 1890 um 8:00 Uhr wurde sein Sarg von der Botschaft im Palacio de la Legación de Espana in der Calle de la Moneda zum Hauptbahnhof und mit der Eisenbahn nach Valparaíso befördert, wo er auf dem Friedhof der Sociedad Española de Beneficencia beigesetzt wurde.

## Auszeichnungen
- Seeverdienstkreuz (Spanien), Großkreuz
- Ritter vom Heiligen Grab
- Königlicher Kronen-Orden (Preußen), II. Klasse
- Orden de Isabel la Católica (Spanien), Großkreuz
- Albrechts-Orden (Königreich Sachsen), Komtur
- Orden vom Zähringer Löwen (Großherzogtum Baden), Komtur
- Hausorden vom Weißen Falken (Sachsen-Weimar-Eisenach), Komtur
- Roter Adlerorden (Königreich Preußen), II. Klasse
- Mecidiye-Orden (Osmanisches Reich) III. Klasse
- Orden Karls III. (Spanien), Ritter[1]